# Asplenium bulbiferum
Asplenium bulbiferum es una especie de helecho nativo de Nueva Zelanda. Se le llama también pikopiko y mouku en idioma maorí y mother spleenwort y hen and chicken fern en inglés.
Sus frondas son comidas como verdura.

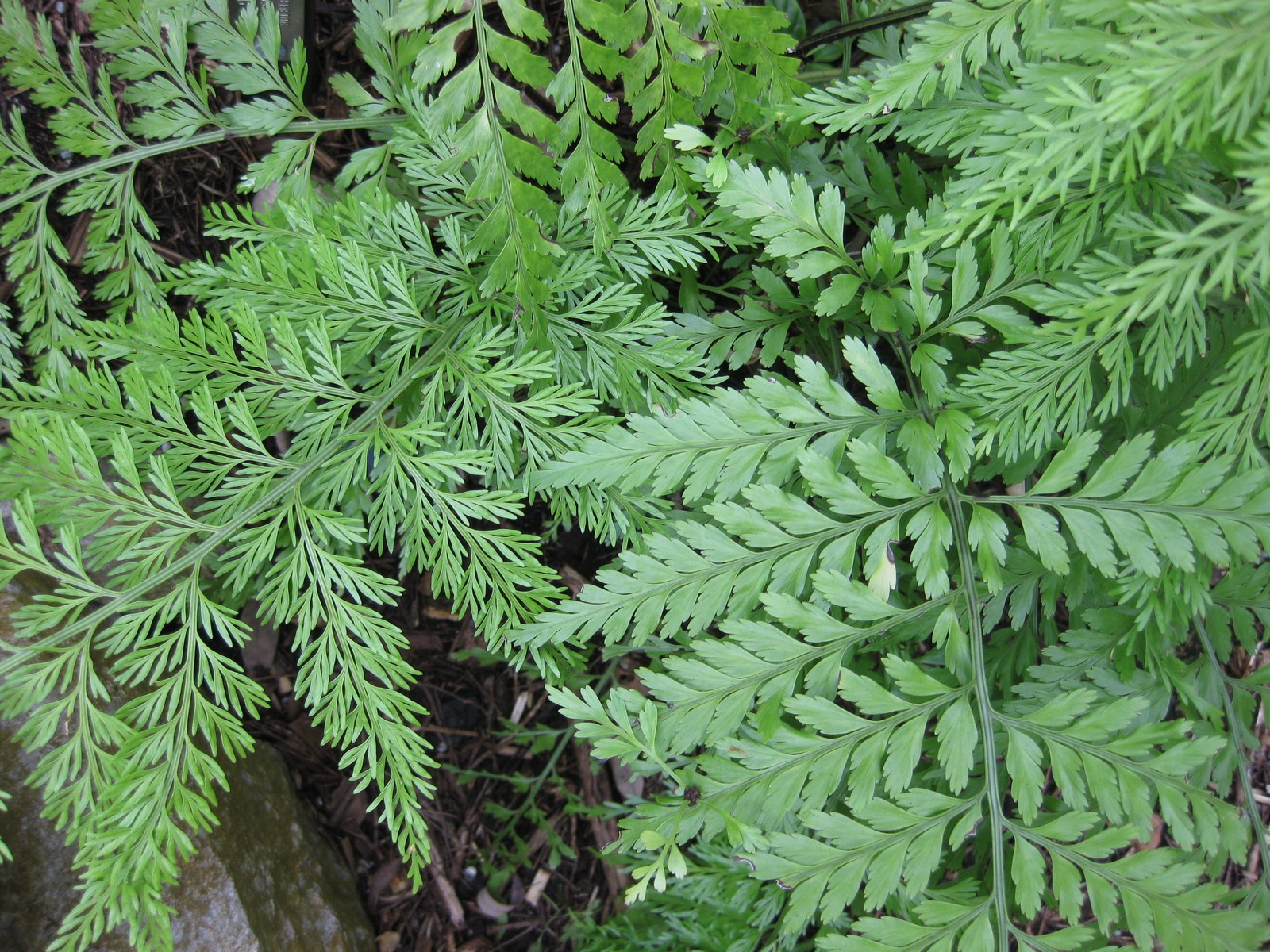
Frondas

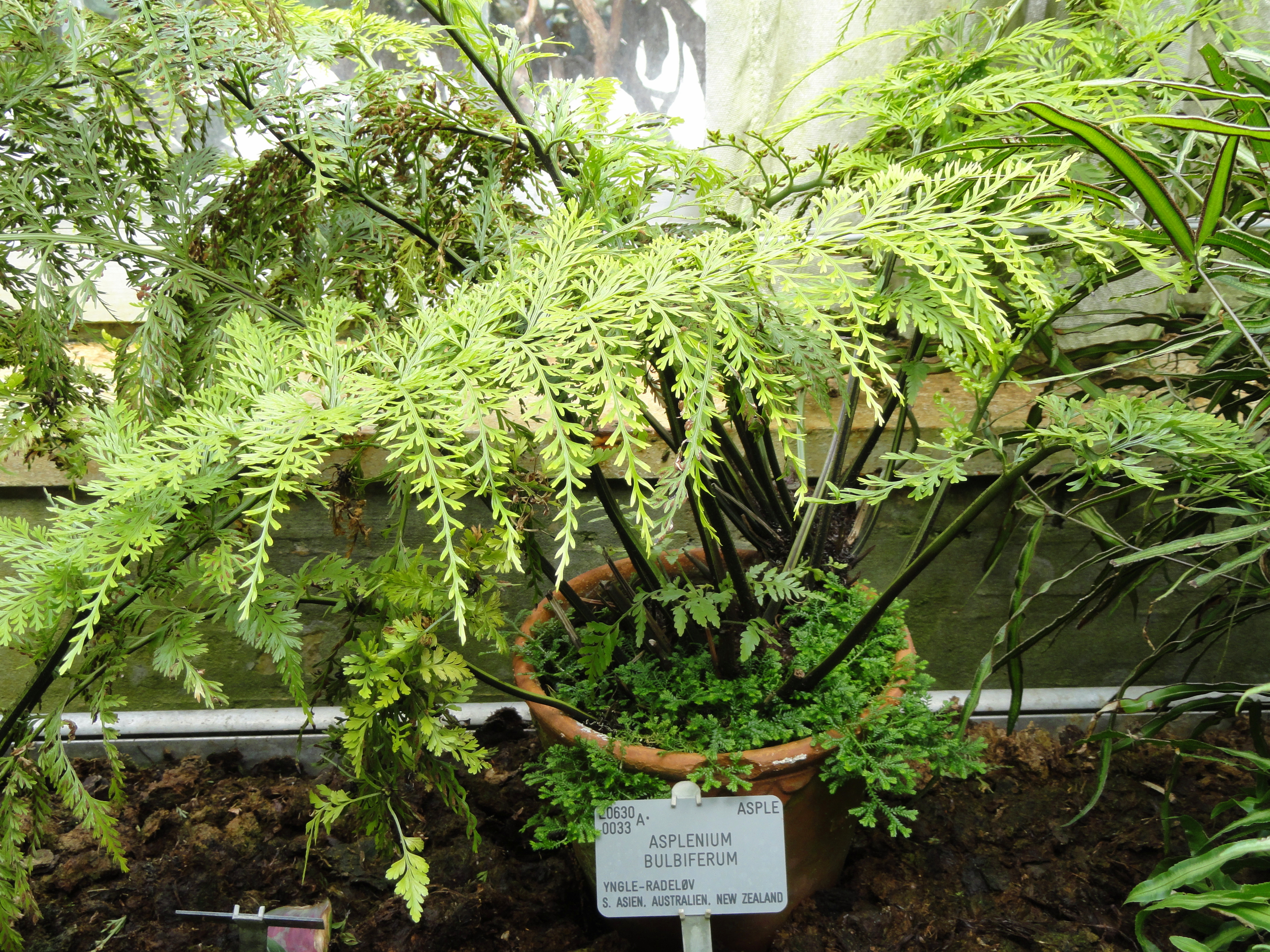
Vista de la planta

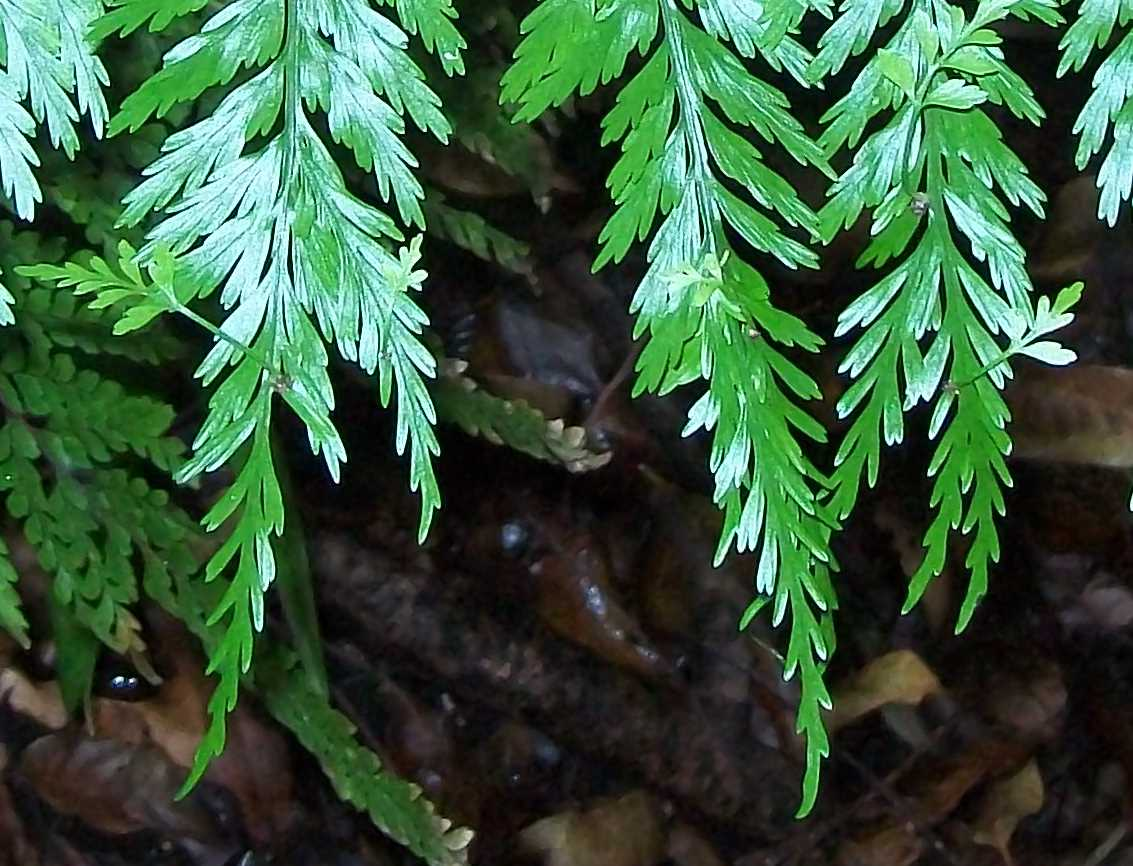
Frondes

## Descripción
El pikopiko deja crecer pequeños bulbillos encima de sus frondas. Una vez que han crecido alrededor de 5 cm, esos vástagos se caen y con el suelo provisto donde aterrizarán y se enterrarán, el cual debe mantenerse húmedo, entonces se desarrollará un sistema de raíces que terminarán convirtiéndose en nuevos helechos. Este adicional método de reproducción es más práctico de hacerse que la propagación por esporas.

## Distribución y hábitat
El pikopiko comúnmente crece en la mayor parte de las áreas con vegetación en Nueva Zelanda y se le cultiva y vende comercialmente. Prospera en muchas condiciones desde la sombra a luz parcial, y también es propicia y popular como planta de interior, incluyendo en partes con escasa luz.

## Taxonomía
Asplenium bulbiferum fue descrita por Georg Forster  y publicado en Florulae Insularum Australium Prodromus 80. 1786.
Etimología
Ver: Asplenium
bulbiferum: epíteto de la palabra griega: βολβοϛ, bulbus = "bulbo" y el término ferum = "que lleva", aludiendo a que tiene bulbos.
Sinonimia
- Asplenium bullatum Wall. ex Mett.
- Asplenium cavalerianum H.Christ
- Asplenium viridissimum Hayata
- Caenopteris bulbifera (G.Forst.) Desv.[3]